# Chevrolet Onix
La Chevrolet Onix est une automobile produite par Chevrolet et General Motors au Brésil depuis 2012. Déclinée en berline quatre et cinq portes, elle doit remplacer des berlines vieillissantes, la Celta, l'Agile et la Prisma. Cette dernière est renouvelée et devient la version tricorps de l'Onix.

## Première génération (depuis 2013)

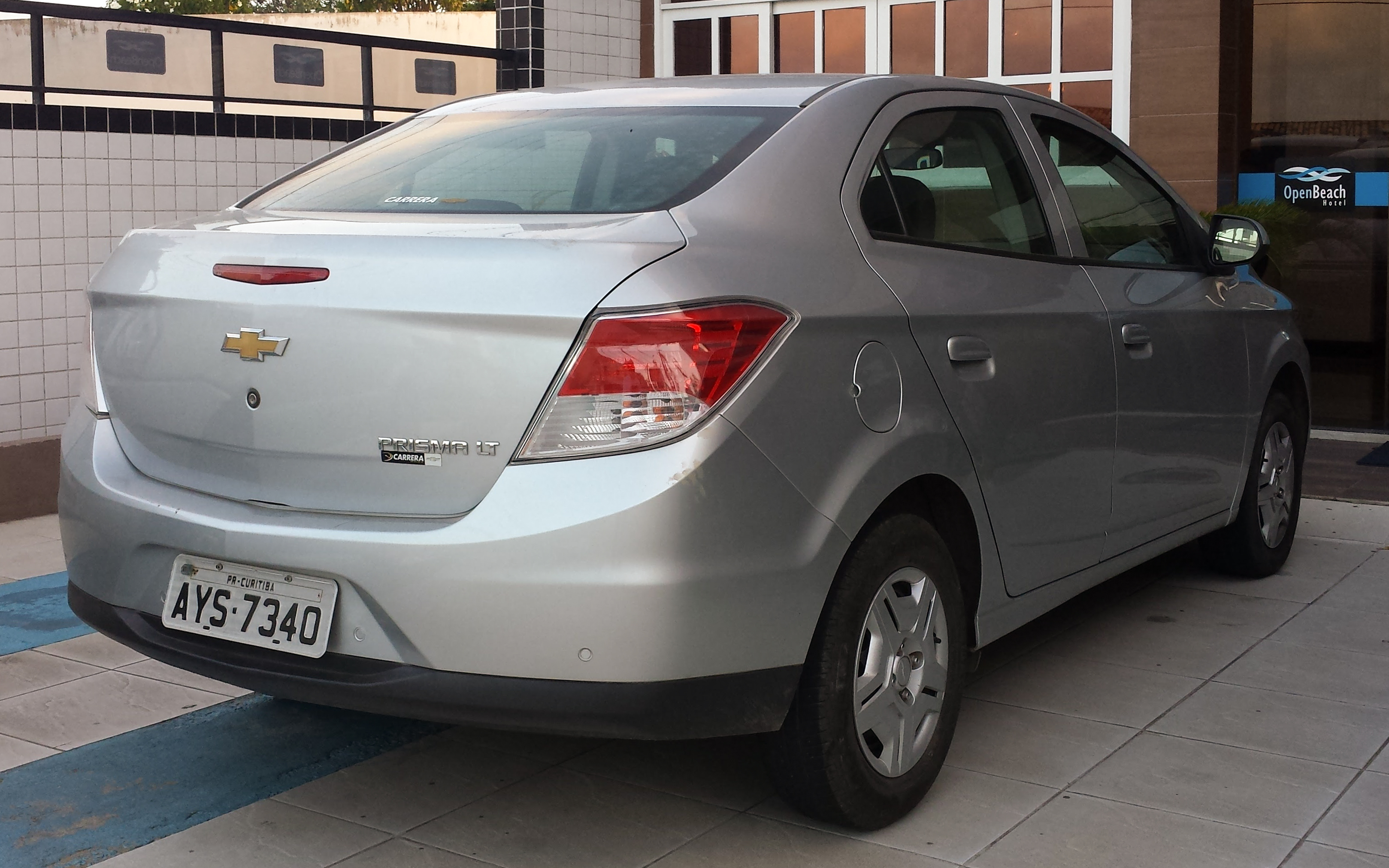
Chevrolet Prisma II Face arrière

### Présentation
L'Onix partage sa plateforme Gamma II avec la berline Cobalt et le monospace Spin.

### Modèles
La première génération d'Onix était disponible en trois niveaux de finition (LS, LT et LTZ) avec deux moteurs à 4 cylindres, le 1,0 litre produisant 78 ch (57 kW) (essence)/80 ch (59 kW) (éthanol) et le 1,4 litre produisant 98 ch (72 kW) (essence)/106 ch (78 kW) (éthanol) offrant une transmission automatique ou manuelle à cinq vitesses. Au Brésil, la variante berline 4 portes était connue sous le nom de Chevrolet Prisma.
Pour 2017, l'Onix et la Prisma ont reçu un reliftage, ainsi que des améliorations intérieures. Un écran tactile a été ajouté avec la prise en charge d'Android Auto et d'Apple CarPlay. Le niveau de finition LS a conservé la partie avant d'origine et est devenu connu sous le nom d'Onix Joy et de Prisma Joy, laissant la LT comme finition de base pour l'Onix/Prisma mis à jour. Une version de type crossover appelé Onix Activ a également été ajouté, avec suspension surélevée, un revêtement de carrosserie en plastique et une galerie de toit.
Fin 2019, les Onix et Prisma ont été remplacés au Brésil par les Onix et Onix Plus de deuxième génération, respectivement. Cependant, l'Onix Joy et la Prisma Joy sont restés disponibles et ont été renommés Joy et Joy Plus, respectivement.

### Détails techniques
Les spécifications comprennent une traction avant, une entretoise MacPherson à l'avant et une suspension arrière à poutre tournante et (dans les trois versions exposées), un double coussin gonflable, l'ABS et la direction assistée. En février 2013, la nouvelle Prisma, la version berline de l'Onix, avec un coffre de 500 dm3, a été lancée.
Les versions 1,0 L sont équipées de roues 14 pouces, et de roues de 15 pouces pour les modèles 1,4 L.

### Sécurité
En décembre 2014, la Chevrolet Onix a été évaluée selon l'évaluation Latin NCAP (en) et a obtenu une cote de sécurité de 3 étoiles pour les adultes et une cote de sécurité de 2 étoiles pour les enfants:
| Test    | Score   | Points       |
| ------- | ------- | ------------ |
| Adulte  | 62,76 % | 10,67 sur 17 |
| Enfants | 41,10 % | 20,14 sur 49 |

En mai 2017, la Chevrolet Onix a été réévaluée dans le cadre de l'évaluation latine NCAP, à l'aide du protocole d'évaluation de 2016, et a obtenu une cote de sécurité de 0 étoile pour les adultes et une cote de sécurité de 3 étoiles pour les enfants.
| Test    | Score   | Points       |
| ------- | ------- | ------------ |
| Adulte  | 0,00 %  | 0,00 sur 34  |
| Enfants | 55,88 % | 27,38 sur 49 |

### Galerie

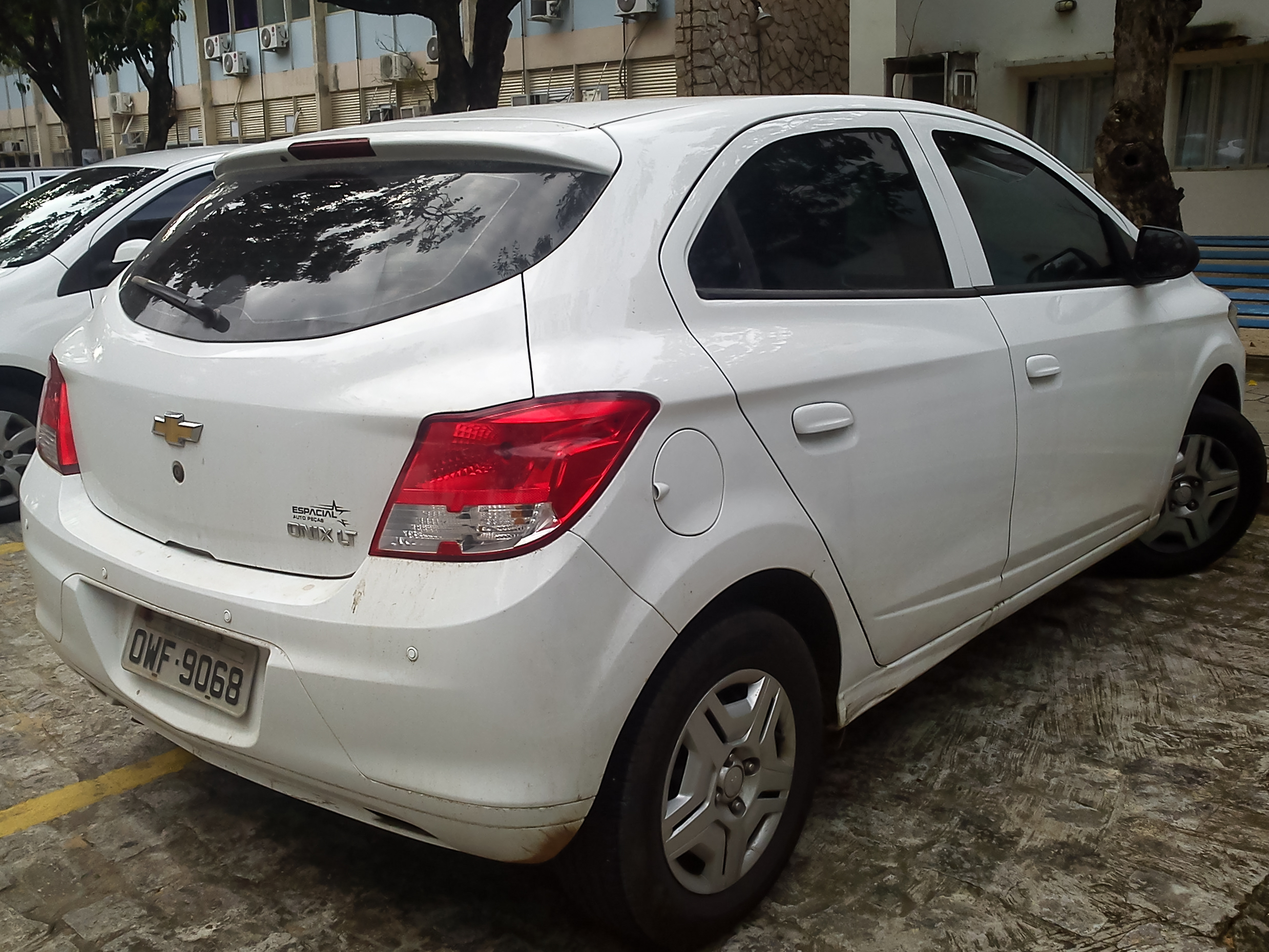
Chevrolet Onix vue arrière
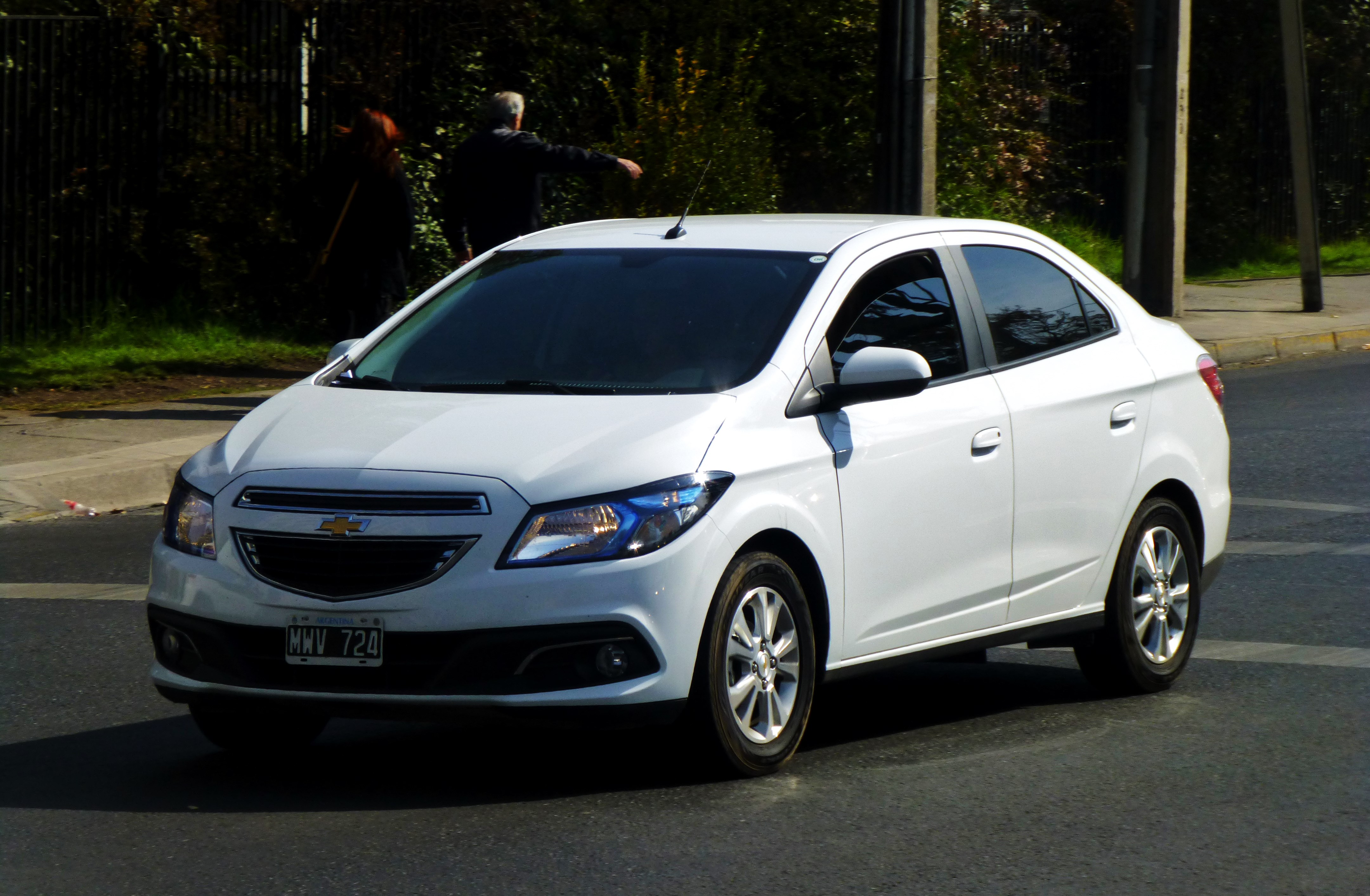
Chevrolet Prisma
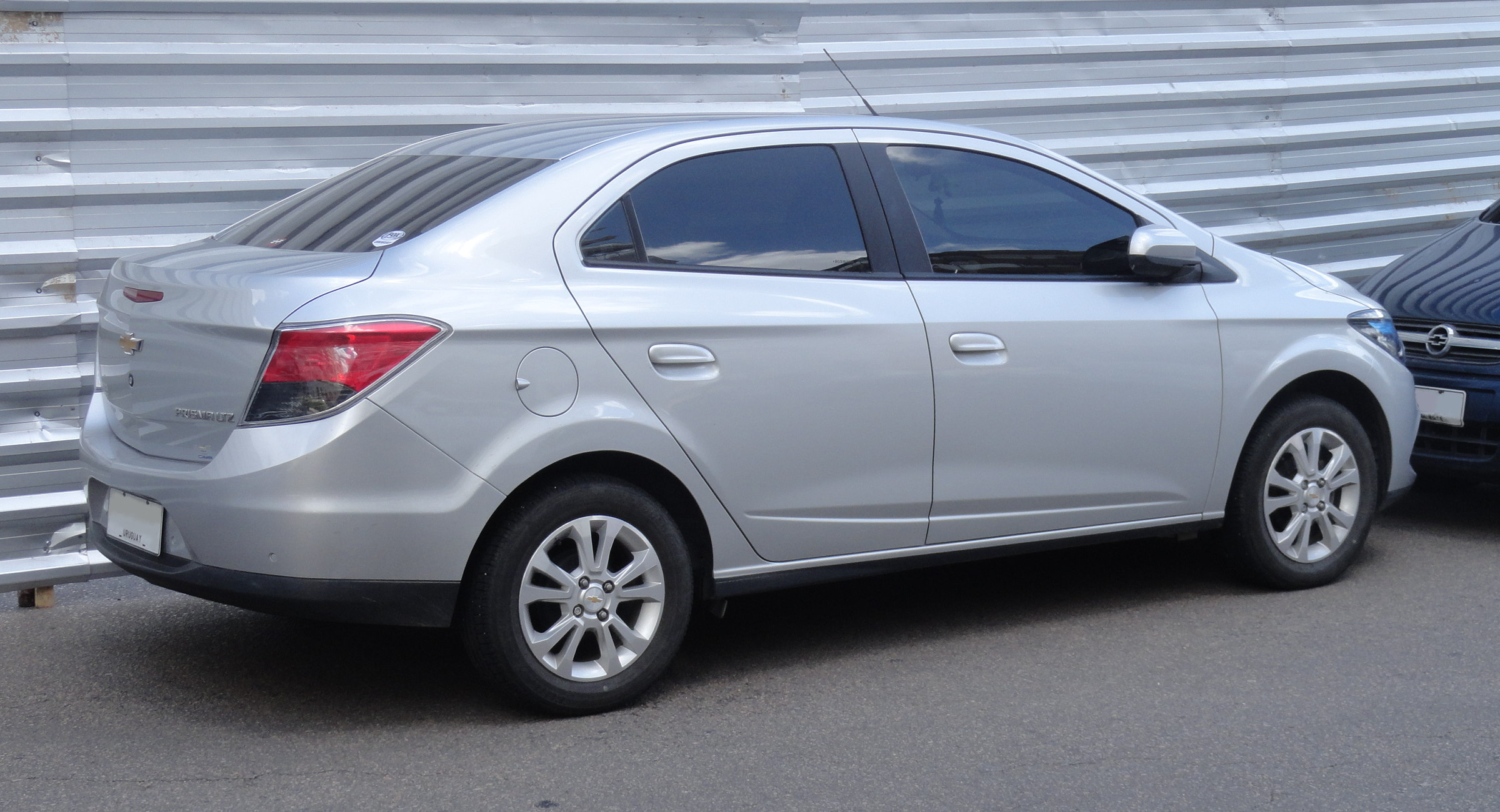
Chevrolet Prisma vue arrière

## Deuxième génération (depuis 2019)
En avril 2019, une nouvelle berline nommée Onix a été lancée en Chine, différente de l'Onix et de la Prisma du Brésil. L'Onix remplace à la fois la Sonic et la Cavalier sur le marché chinois et est légèrement plus grande que la berline Prisma/Onix. Elle utilise la plateforme GEM (Global Emerging Markets).
L'Onix est proposée en Chine avec un moteur 3 cylindres turbocompressé à injection directe de 1,0 litre, d'une puissance de 92 kW (125 ch) et d'un couple de 180 N m. La consommation de carburant est évaluée à 4,9 litres aux 100 km. Un moteur 3 cylindres de 1,0 L à aspiration naturelle devrait suivre. Les versions brésiliennes ont recours à l'injection indirecte pour les versions turbocompressées et à aspiration naturelle.

### Chevrolet Onix Redline
La première version de l'Onix à faire ses débuts était l'Onix Redline. Elle présente une garniture extérieure noire avec des accents rouges et un intérieur bicolore.

### Marché brésilien
Au Brésil, la nouvelle berline a fait ses débuts en septembre 2019 sous le nom d'Onix Plus, tandis que la berline à hayon a été mise en vente en novembre 2019. En plus des niveaux de finition LT et LTZ de la génération précédente, un nouveau niveau haut de gamme Premier a été ajouté. L'Onix Plus a été classée 5 étoiles par le Latin NCAP.
Toutes les versions des nouvelles Onix et Onix Plus ont 6 airbags, des freins ABS et un ESP.
En 2019, la Chevrolet Onix était le modèle de voiture le plus vendu au Brésil, pour la cinquième année consécutive, avec un total de 268 066 ventes. C'était également le modèle le plus vendu en Amérique latine.

### Marché mexicain
L'Onix sera lancée sur le marché mexicain au printemps 2020 pour se placer ainsi entre la Cavalier et la Sail, cette dernière étant connue sous le nom d'Aveo dans ce pays.
Deux nouveaux moteurs ont été annoncés par GM du Mexique avant le lancement en mars 2020 de l'Onix du marché mexicain. Les lignes de finition LT et LS utiliseront un moteur de 1,0 litre capable de générer 85 kW (116 ch), avec une option d'une transmission manuelle à 5 vitesses ou d'une transmission automatique à 6 vitesses. La ligne de finition supérieure, Premier, utilisera un moteur de 1,2 litre capable de générer 96 kW (131 ch), uniquement offert avec une transmission automatique à 6 vitesses. Tous les moteurs sont turbo. Toutes les versions auront 6 airbags, freins ABS et ESP. En outre, d'autres éléments sont inclus, tels qu'un écran d'infodivertissement de 18 cm, services OnStar, un radar de recul avec caméra, intérieur en cuir, etc..